# Джессіка Ґао
Джессіка Ґао (англ. Jessica Gao) — американська письменниця. Відома завдяки роботі в третьому сезоні анімаційного серіалу «Рік та Морті», написавши епізод «Рік огірок» (англ. Pickle Rick). Ґао також писала для численних шоу, серед яких «Кремнієва долина», «Робоцип», «Могутня Бі», «Панда Кунг-Фу: Легенди крутості», «Вона-Галк» та інші.

## Кар'єра
Ґао розпочала письменницьку кар'єру на дитячому каналі "Nickelodeon". Вона продовжила працювати в серіалах "Погоня за успіхом" та «Панда Кунг-Фу: Легенди крутості», перед тим, як розпочати працювати як фрілансер на інших шоу: Робоча курка для дорослих плавців, Мультфільм Мережі Високі фруктозні пригоди надокучливого апельсина та лабораторних щурів Діснея XD. Ґао також писала для "Силіконової долини» HBO, французького серіалу Zip Zip, « Bajillion Dollar Propertie $» Seeso / Pluto TV та «Corporate Central».
Вона приєдналася до письменницької кімнати третього сезону Ріка і Морті, виступивши редактором у шести епізодах та написала «Pickle Rick». За написання фільму «Pickle Rick» Ґао виграла Primetime Emmy за видатну анімаційну програму на премії Primetime Creative Arts Emmy Awards 2018. Працюючи над шоу, Ґао та інші жінки-письменниці зазнавали сексистських переслідувань від членів фан-бази, вони були розчаровані, тим що на шоу брали участь жінки. Співавтори Ґао «Ріка та Морті», Ден Хармон, співпрацювали над серією подкастів під назвою «Білі Вонги», де обговорювали расу та привілеї в Голлівуді. Ґао також написав і виконавчий продюсер другого сезону шоу Take My Wife.
Джесіка покинула Ріка і Морті після третього сезону, щоб розробити ситком для ABC який отримав замовлення пілотного епізоду в 2019 році, режисером Джудом Венгом. Сюжет розгортався біля відносий китайсько-американська жінки з її сім'єю. ABC передав ситком, але серіал купувався в інших мережах. У липні 2019 року її було вибрано для написання сценарію майбутнього фільму за мотивами Sweet Valley High. У листопаді 2019 року її взяли на посаду головного сценариста шоу «Дісней +» She-Hulk.